# Les Razmoket (série télévisée d'animation, 2021)
Pour la série télévisée d'animation de 1991, voir Les Razmoket (série télévisée d'animation, 1991).
Les Contes de la crèche
Les Razmoket est une série télévisée d'animation par ordinateur américaine, diffusée depuis le 27 mai 2021 sur Paramount+. Elle est décrite comme un reboot de la série originale du même nom de 1991.
En France, la série est diffusée à partir du 6 novembre 2021 sur Nickelodeon et sur Nickelodeon Junioret depuis le 8 avril 2023 sur Gulli. En Suisse, la série est diffusée depuis le 24 octobre 2022 sur la RTS Un (dans l'émission RTS Kids).

## Synopsis
Casse-bonbon, la Binocle, les Grumeaux et Angelica sont une bande de bébés de trois mois à trois ans. Pleins d'imagination, ils sont toujours prêt à vivre de grande aventures aussi bien réelles qu'imaginaires.

## Fiche technique
Sauf indication contraire, les informations mentionnées dans cette section peuvent être confirmées par la base de données cinématographiques IMDb,  présente dans la section « Liens externes ».
- Titre original : Rugrats
- Titre français : Les Razmoket
- Réalisation : Casey Leonard
- Scénario : Gábor Csupó, Paul Germain, Arlene Klasky, Alec Schwimmer, Lauren Shell, Kate Boutilier, Eryk Casemiro, Sam Clarke, Jenny Jaffe, Halima Lucas, Allan Neuwirth, Robin Stein et Jeff D'Elia
- Photographie :
- Musique : Bob et Mark Mothersbaugh
- Casting : Shiondre Austin, Roxanne Escatel, Andrea Hennen, Molly Miller et Gene Vassilaros
- Montage : Brian Descheneaux et Ralph A. Eusebio et Meghan Burleson
- Animation : Robert Castaneda
- Production : 
  - Producteur délégué : Kate Boutilier et Eryk Casemiro
  - Producteur codélégué : Casey Leonard et Dave Pressler
  - Coproducteur : Rachel Lipman
  - Producteur exécutif : Kellie Smith
- Sociétés de production : Technicolor Animation Productions, Klasky Csupo et Nickelodeon Animation Studio
- Société de distribution :
- Chaîne d'origine : Paramount+
- Pays d'origine :  États-Unis
- Langue originale : anglais
- Genre : Animation
- Durée : 22 minutes

## Production
Le 17 juillet 2018, Nickelodeon annonce le retour des Razmoket avec une nouvelle série d'animation télévisée (reboot) ainsi qu'un nouveau film pour l'année 2020.

## Distribution

### Voix originales
- E. G. Daily : Tommy « Casse-bonbon » Cornichon
- Nancy Cartwright : Charles-Édouard « la Binocle » Fifrelin
- Kath Soucie : Alphonse et Sophie « les Grumeaux » De La Tranche
- Cheryl Chase : Angelica « Couette-Couette » Cornichon
- Cree Summer : Susie Carmichael
- Tommy Dewey : Jean-Roger Cornichon
- Ashley Rae Spillers : Mélanie Cornichon
- Natalie Morales : Élisabeth De La Tranche
- Tony Hale : Charles Fifrelin, Sr.
- Michael McKean : Lou Cornichon
- Nicole Byer : Lucie Cornichon
- Anna Chlumsky : Charlotte Cornichon
- Omar Benson Miller : Randy
- Timothy Simons : Roger-Jean Cornichon
- Fred Tatasciore : Tournevis parlant
- Antony Del Rio : Jonathan
- Charles Adler : Graham
- Josh Brener : Daxton
- Jameela Jamil : Lady De-Clutter
- Trevor Devall : le narrateur
- Grey Griffin : Begley
- Morgan Fairchild
- Ashleigh Murray : Eve

### Voix françaises
- Alexis Tomassian : Tommy « Casse-bonbon » Cornichon, Daxton
- Dolly Vanden : Alphonse et Sophie « Les Grumeaux » De La Tranche
- Natacha Gerritsen : Charles-Édouard « la Binocle » Fifrelin
- Sylvie Jacob : Angelica « Couette-Couette » Cornichon
- Fily Keita : Susie Carmichael, Kimi Watanabe
- Julien Chatelet : Jean-Roger Cornichon
- Pierre-François Pistorio : Roger-Jean Cornichon, Bob Saumure, Alfie, Grand-père Boris, Lord Cratère
- Gérard Surugue : Grand-père Lou Cornichon
- Véronique Augereau : Gertrude De la Tranche
- Virginie Ledieu : Lucie Cornichon
- Stéphane Ronchewski : Charles Fifrelin
- Nathalie Bienaimé : Lucille Carmichael, Gabi, voix additionnelles
- Marie Zidi : Charlotte Cornichon, Grand-mère Minka, Jade O'Neil, voix additionnelles
- Arnaud Léonard : Voix additionnelles
- Maïk Darah : Mme Marjorie
- Patrice Baudrier : M. Garth
- Marie-Laure Dougnac
- Nicolas Justamon

## Épisodes

### Première saison (2021-2022)
1. C'est reparti pour un tour (Second Time Around)
2. Madame Débarras / Le Nouveau Chien (Lady De-Clutter / New Puppy)
3. Le Robot-chien / Sois mon Jonathan (Tail of the Dogbot / Jonathan for a Day)
4. Une grande et belle famille / Le Dernier Ballon (One Big Happy Family / The Last Balloon)
5. La Marche pour les pois / Les Deux Angelica (March for Peas / The Two Angelicas)
6. Conduite interdite / Demandez à Alfie (No License to Drive / Dream of Duffy)
7. Un air dans la tête / Saumure et Cornichon (The Fish Stick / The Pickle Barrel)
8. Le Visio-du-Futur / Adieu Reptar (The Future Maker / Goodbye Reptar)
9. Papé et Nani / Le Mythe parfait (The Bubbe and Zayde Show / The Perfect Myth)
10. Les Différences / Éclipse Finale (The Big Diff / Final Eclipse)
11. Les grands esprits se rencontrent / Les bébés et la bête (Great Minds Think Alike / Betty and the Beast)
12. Evasion de la maternelle / M. La Binocle (Escape from Preschool / Mr. Chuckie)
13. Le Chasseur de loup-graou (The Werewoof Hunter)
14. Les Traditions (Traditions)
15. La Binocle contre l'aspirateur / La disparition de Teddy(Chuckie vs. the Vacuum / Gone Teddy Gone)
16. Fan-gélica / Le Bébé robot (I, Baby / Fan-Gelica)
17. Commandante Susie / La Fleur de Charles-Édouard (Captain Susie / Bringing Up Daisy)
18. Le Mariage de Cynthia / Enfermés à double tour (Wedding Smashers / House Broken)
19. La Tâche de la chance / Notre ami Meunier (Lucky Smudge / Our Friend Twinkle)
20. Cynthia a disparu (Rescuing Cynthia)
21. La Reine des abeilles / La Chasse au téléphone (Queen Bee / Phone Alone)
22. Le Nuitosaurus / Gobelets et Gobelins (Night Crawler / Goblets and Goblins)
23. La Maison en carton / L'Arrivée de Fluffy (House of Cardboard / Fluffy Moves In)
24. Susie l'artiste / Le Mini-cheval (Susie the Artist / A Horse is a Horse)

### Deuxième saison (2023)
1. Expédition polaire / La Binocle aux commandes (Crossing the Antartic / Chuckie in Charge)
2. Une dent de trop / Les Secrets de la lune (Tooth or Share / Moon Story)
3. Un serpent dans l'herbe / Un trésor ancien (Snake in the Grass / Ancient Treasure)
4. Règlements de compte au Farwest (Tot Springs Showdown)
5. Petit Papa / Le Nouveau-né (Little Daddy / The Kid)
6. La Fin du biberon / Le Nouveau Fifrelin (Bottles Away / Extra Pickles)
7. Les Razmoket (Gramping)
8. Le Blob de l'espace / La Coupe (The Blob from Outer Space / The Chop)
9. Casse-Bonbon le géant / Nounou Bip (Tommy the Giant / Nanny Pip)
10. Monsieur Huberton / Le Hochet (Sir Spike / Rattled)
11. La Journée de Reptar / Mission pour les petits (Reptar Day! / Mission to the Little)
12. Apprentis Cupidons / La Danse du flamant rose (Miss Match / Flamingo Dance)
13. Babillages / La Loi des grands-parents (Baby Talk / Tossed and Found)